# Seznam uměleckých realizací ve veřejném prostoru na Střížkově
Seznam uměleckých realizací na Střížkově v Praze 8 a 9 obsahuje tvorbu výtvarných umělců umístěnou ve veřejném prostoru v katastrálním území Střížkov. Seznam je řazen podle ulic a nemusí být úplný.

## Seznam uměleckých realizací
| Název                                               | Fotografie                                                                              | Lokace                                                   | Autor                                              | Rok       | Popis                       | Poznámka |
| --------------------------------------------------- | --------------------------------------------------------------------------------------- | -------------------------------------------------------- | -------------------------------------------------- | --------- | --------------------------- | --- |
| Děti pouštějící draka                               | Kategorie „Děti pouštějící draka (Božena Kodymová)“ na Wikimedia Commons                | Bínova 528/4 50°7′47,59″ s. š., 14°28′53,42″ v. d.       | Božena Kodymová (*1926)                            | 1983      | socha, pískovec             | volný prostor |
| Strážce                                             | Kategorie „Strážce (Jiří Kašpar)“ na Wikimedia Commons                                  | Českolipská 50°7′32,08″ s. š., 14°29′46,62″ v. d.        | Jiří Kašpar                                        | 1971      | socha, pískovec             | vnitroblok Českolipská, Varnsdorfská |
| Sedící žena                                         | Kategorie „Sedící žena (Miloslav Hájek)“ na Wikimedia Commons                           | Děčínská 552/1 50°7′28,65″ s. š., 14°28′56,74″ v. d.     | Miloslav Hájek (1927–2010)                         | 1977      | socha, pískovec             | volný prostor |
| Sloup radosti (Strom radosti)                       | Kategorie „Strom radosti (Miroslav J. Černý)“ na Wikimedia Commons                      | Drahorádova 50°7′49,87″ s. š., 14°28′57,74″ v. d.        | Miroslav J. Černý (1935–2007)                      | 1983      | socha, dřevo                | volný prostor |
| Umělecká výzdoba opěrné zdi                         | Kategorie „Umělecká výzdoba opěrné zdi (Stanislav Hanzík)“ na Wikimedia Commons         | Ďáblická 50°7′47,07″ s. š., 14°28′51,25″ v. d.           | Stanislav Hanzík (1931–2021)                       | 1971      | dekorativní stěna, beton    | tramvajová zastávka MHD Třebenická |
| Šest segmentů                                       | Kategorie „Dekorativní stěna (Miloslav Hejný)“ na Wikimedia Commons                     | Harrachovská 50°7′31,69″ s. š., 14°29′40,87″ v. d.       | Miloslav Hejný (1925–2013)                         | 1971      | dekorativní stěna, beton    | volný prostor |
| Keramická plastika a vázy                           | Kategorie „Keramická plastika a vázy“ na Wikimedia Commons                              | Harrachovská 422/2 50°7′30,96″ s. š., 14°29′44,15″ v. d. | Blažena Martiníková Holanová (*1930)               | 1971      | socha, glazovaná keramika   | ústav sociálních služeb |
| Dekorativní sloup a sluneční hodiny                 | Kategorie „Dekorativní sloup a sluneční hodiny (Čestmír Mudruňka)“ na Wikimedia Commons | Litvínovská 300/7 50°7′18,32″ s. š., 14°29′10,36″ v. d.  | Čestmír Mudruňka (*1935)                           | 1970      | dekorativní sloup, pískovec | Sídliště Prosek, mateřská škola, zahrada, částečně poškozeno                                                                                  |
| Několik problémů najednou                           |                                                                                         | Lovosická 50°7′45,17″ s. š., 14°29′30,81″ v. d.          | Milan Cais (*1974)                                 | 2020      | socha, corten               | odhaleno 25. června; park |
| Dívka                                               | Kategorie „Dívka (Lubomír Růžička)“ na Wikimedia Commons                                | Lovosická 440/40 50°7′44,92″ s. š., 14°29′24,29″ v. d.   | Lubomír Růžička (*1938)                            | 1980      | socha, vápenec              | Poliklinika Prosek |
| Tanečnice                                           | Kategorie „Tanečnice (Štěpán Čapek)“ na Wikimedia Commons                               | Lovosická 440/40 50°7′43,29″ s. š., 14°29′25,67″ v. d.   | Štěpán Čapek                                       | 2010      | socha; beton, polyester     | Poliklinika Prosek |
| Zlomené srdce                                       | Kategorie „Zlomené srdce (Aleš Vašíček)“ na Wikimedia Commons                           | Lovosická 440/40 50°7′44,21″ s. š., 14°29′23,07″ v. d.   | Aleš Vašíček (*1947) J. Matouš                     | 1983      | socha, žula                 | Poliklinika Prosek, atrium |
| Dvojitá fontána před budovou polikliniky Prosek (†) |                                                                                         | Lovosická 440/40 50°7′42,69″ s. š., 14°29′26,13″ v. d.   | Milan Míšek (1924–1998)                            | 1985      | fontána, tombak             | Poliklinika Prosek |
| Stéla II                                            | Kategorie „Stéla II“ na Wikimedia Commons                                               | Makedonská 50°7′44,82″ s. š., 14°29′38,34″ v. d.         | Lukáš Rais (*1975)                                 | 2019      | socha; ocel, nerezová ocel  | odhaleno 26. listopadu; park |
| Praotec Stříž                                       | Kategorie „Praotec STŘÍŽ“ na Wikimedia Commons                                          | Na Pokraji 50°7′13,46″ s. š., 14°29′2,66″ v. d.          | Jan Švadlenka (*1963)                              | 2015      | socha, dubové dřevo         | Park Václavka |
| Listy ve větru                                      | Kategorie „Listy ve větru (Eva Kmentová, Jiří Novák)“ na Wikimedia Commons              | Novoborská 372/8 50°7′36,58″ s. š., 14°29′53,4″ v. d.    | Eva Kmentová (1928–1980) Jiří Novák (1922–2010)    | 1972      | socha, kov                  | bývalá mateřská škola, zahrada |
| Fontána s pítkem pro sídliště                       |                                                                                         | Roudnická 50°7′58,42″ s. š., 14°29′12,62″ v. d.          | Jiří Deýl, Martin Podhajský, J. Schlitz, J. Plachý | 1987      | fontána, vápenec            | vnitroblok Roudnická, Bešťákova |
| Milenci                                             | Kategorie „Milenci (Karel Němec)“ na Wikimedia Commons                                  | Střížkovská 549/35 50°7′31,1″ s. š., 14°29′4,86″ v. d.   | Karel Němec (1946–2014)                            | 1975      | socha, vápenec              | volný prostor |
| Dekorativní stěna                                   | Kategorie „Dekorativní stěna (Šluknovská)“ na Wikimedia Commons                         | Šluknovská 50°7′40,29″ s. š., 14°29′41,44″ v. d.         | Ludvík Kodym (*1922) Božena Kodymová (*1926)       | 1972      | dekorativní stěna, beton    | před mateřskou školou |
| Stůl                                                | Kategorie „Stůl (Miloslav Chlupáč)“ na Wikimedia Commons                                | Šluknovská 50°7′38,02″ s. š., 14°29′40,13″ v. d.         | Miloslav Chlupáč (1920–2008)                       | 1972      | socha, travertin            | u mateřské školy |
| Dívka se švihadlem (†)                              |                                                                                         | Teplická 492/19 50°7′34,98″ s. š., 14°29′11,27″ v. d.    | Jana Moravcová (*1929)                             |           | socha, bronz                | odstraněno |
| Keramická plastika (†)                              |                                                                                         | Teplická 492/19 50°7′33,19″ s. š., 14°29′10,92″ v. d.    | neuveden                                           | 1980–1989 | socha, keramika             | odstraněno 2015 |
| Plastika (Foťák)                                    | Kategorie „Plastika (Zdeněk Palcr)“ na Wikimedia Commons                                | Teplická 50°7′29,9″ s. š., 14°29′16,09″ v. d.            | Zdeněk Palcr (1927–1996)                           | 1972      | socha, vápenec              | vnitroblok Teplická, Rumburská, lidový název „foťák“                                                                                          |
| Dvojice                                             | Kategorie „Dvojice (Otto Sukup)“ na Wikimedia Commons                                   | Teplická 275/30 50°7′29,62″ s. š., 14°29′15,17″ v. d.    | Otto Sukup (1926–2012)                             | 1960      | socha, beton                | mateřská škola, zahrada, původně umístěno v kat. území Vysočany                                                                               |
| Svářeč (Slévač)                                     | Kategorie „Svářeč (Zdeněk Vodička)“ na Wikimedia Commons                                | Teplická 275/30 50°7′28,24″ s. š., 14°29′12,68″ v. d.    | Zdeněk Vodička (*1931)                             | 1958      | socha, kámen                | mateřská škola, zahrada |
| Tučňák (†)                                          |                                                                                         | Teplická 275/30 50°7′28,92″ s. š., 14°29′12,85″ v. d.    | Vladislav Turský (1920–1984)                       |           | socha, beton                | mateřská škola, zahrada |
| Umírající (Odpočívající) (†)                        | Kategorie „Umírající (Miroslav Jirava)“ na Wikimedia Commons                            | Teplická 275/30 50°7′29,31″ s. š., 14°29′13,35″ v. d.    | Miroslav Jirava (1931–2002)                        | 1959      | socha, pálená hlína         | mateřská škola, zahrada, původně umístěno na křižovatce ulic Na Břehu a Freyova ve Vysočanech, přeneseno po roce 1989, od 2021 depozitář GHMP |
| Mimozemšťanka                                       | Kategorie „Mimozemšťanka (Střížkov)“ na Wikimedia Commons                               | Teplická 275/30 50°7′29,44″ s. š., 14°29′14,94″ v. d.    | neuveden                                           |           | socha                       | mateřská škola, zahrada |